# Statenverkiezingen Aruba 1994
Op 29 juli 1994 vonden in Aruba verkiezingen plaats voor de Staten van Aruba. Deze verkiezingen waren tussentijdse verkiezingen, die gehouden werden na de ontbinding van de Staten vanwege de ontslagaanvraag van het kabinet-Oduber II. Zij werden gehouden voor 21 zetels in de Staten. De zittingstermijn bedroeg vier jaar, maar deze periode werd niet volgemaakt.

## Partijen en uitslag
| Lijst | Partij | Lijsttrekker   |
| ----- | ------ | -------------- |
| 1     | OLA    | Glenbert Croes |
| 2     | MEP    | Nelson Oduber  |
| 3     | AVP    | Henny Eman     |
| 4     | PPA    | Benny Nisbet   |

De uitslag van deze verkiezingen was als volgt:
| Partij                                          | Partij                                          | Stemmen | %     | Zetels | +/– |
| ----------------------------------------------- | ----------------------------------------------- | ------- | ----- | ------ | --- |
|                                                 | Arubaanse Volkspartij                           | 17.963  | 45,40 | 10     | +1  |
|                                                 | Movimiento Electoral di Pueblo                  | 15.437  | 39,02 | 9      | 0   |
|                                                 | Organisacion Liberal Arubano                    | 4.415   | 11,16 | 2      | +1  |
|                                                 | Partido Patriotico Arubano                      | 1.751   | 4,43  | 0      | -1  |
|                                                 | Accion Democratico Nacional                     | -       | -     | -      | -1  |
| Uitgebrachte geldige stemmen                    | Uitgebrachte geldige stemmen                    | 39.566  | 100   | 21     | 0   |
| ongeldig/blanco                                 | ongeldig/blanco                                 | 420     | 1,05  |        |     |
| Aantal uitgebrachte stemmen / opkomstpercentage | Aantal uitgebrachte stemmen / opkomstpercentage | 39.986  | 85,35 |        |     |
| niet opgekomen                                  | niet opgekomen                                  | 6.862   | 14,65 |        |     |
| Aantal kiesgerechtigden                         | Aantal kiesgerechtigden                         | 46.848  |       |        |     |

Na de verkiezingen formeerden AVP en OLA het kabinet-Henny Eman II.